# Хосе де Еспронседа
Хосе де Еспронседа, кръстен Хосе Игнасио Хавиер Ориол Енкарнасион де Еспронседа-и-Делгадо (на испански: José Ignacio Javier Oriol Encarnación de Espronceda y Delgado, 25 март 1808 – 23 май 1842) е сред най-значимите испански поети от XIX век, последователи на Романтизма.

## Биография
Еспронседа е роден в Алмендралехо, провинция Бадахос. Като млад създава тайно общество, кроейки планове срещу Фернандо VII и смята да отмъсти за смъртта на Рафаел дел Риего. Поради тези си тайни дейности е заловен в един манастир и е изпратен в изгнание. След това той напуска испания и живее в Лисабон, Белгия, Франция, Англия и Холандия. При своето завръщане в родината си през 1833 г. той се включва в крайно лявата испанска политика. Еспронседа е известен и със своята любовна история с Тереза Манача, за която пише „Canto a Teresa“ (част от „El diablo mundo“). След това заминава за полуостров Малака и спомага за създаването на холандска колония там.

## Творби
Вдъхновен да започне своята кариера в литературата от учителя си Алберто Листа, Еспронседа започва да пише историческата поема „El Pelayo“ по време на своя престоя в гореспоменатия манастир. Така и не успява да завърши тази си творба. По-късно пише романа „Sancho Saldaña“. Други негови значими творби включват „El estudiante de Salamanca“ и „El diablo mundo“ – две дълги лирически поеми, които също остават недовършени. Други негови творби са: „A Jarifa en una orgía“, „El verdugo“, „Canción del cosaco“, „La canción del pirata“, „Himno al sol“ и др. Заедно с Хосе Сориля, Еспронседа е смятан за водещ испански поет от Романтизма, както и един от най-бунтарските поети по това време.